# Lampranthus maximiliani
Lampranthus maximiliani là một loài thực vật có hoa trong họ Phiên hạnh. Loài này được L. Bolus mô tả khoa học đầu tiên.